# Hermit Road
Hermit Road – ou West Rim Drive – est une route touristique américaine dans le comté de Coconino, en Arizona. Entièrement située au sein du parc national du Grand Canyon, elle relie Grand Canyon Village à Hermit's Rest sur le bord méridional du Grand Canyon, où elle redouble le Rim Trail. Les murs en grès le long de son parcours de 11,4 kilomètres présentent le style rustique du National Park Service.